# Ole Vig
Ole Vig (né le 6 février 1824 à Stjørdal et mort le 19 décembre 1857) est un professeur norvégien, un poète, un écrivain de non-fiction, un rédacteur en chef du magazine et promoteur pour l'éducation publique. Il édite le magazine Folkevennen à partir de 1851 et publié la collection poétique Norske Bondeblomster en 1851. Il a aussi publié un livre historique « Norges historie indtil Harald Haarfagre » en 1857.
Son poème et hymne national « "Nordmandssang" » ("Blandt alle Lande") a été publié dans « Salmer og Sange til Brug ved Skolelærer-Møde » à partir de 1854,.